# Emilian Ionescu
Emilian Ionescu, romunski general, * 1897, † 1984.